# 타운센드 방전

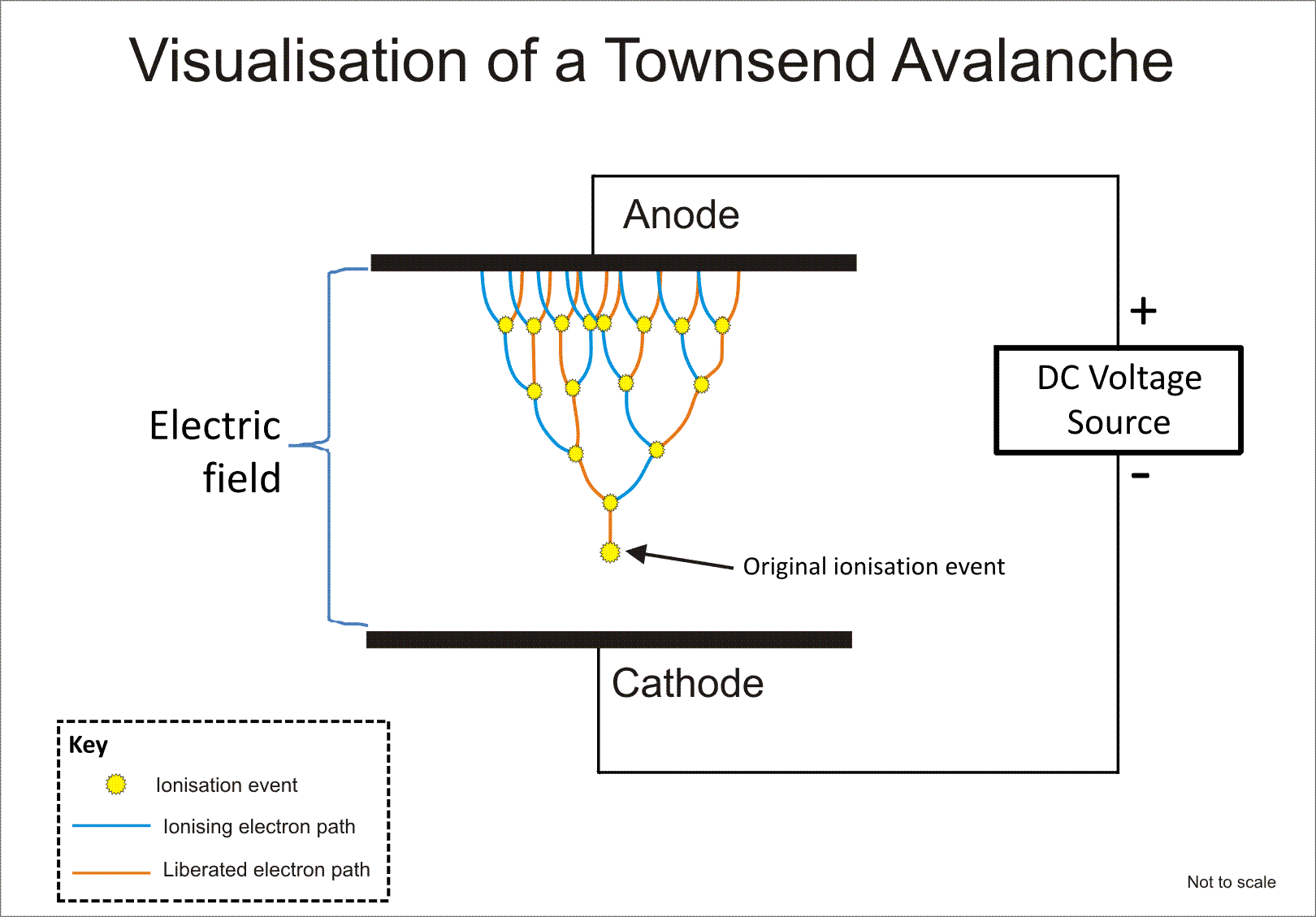

타운센드 방전(Townsend discharge)이란 타운센드 눈사태라고도 불리는데, 양극 주변에서 원자들이 다발적으로 이온화 되는 현상을 말한다. 자유전자가 전기장에 의해 가속되어 기체 분자와 충돌하고 궁극적으로 추가 전자를 방전시키는 기체의 이온화 과정이다. 이로 인해 애벌란시 항복이 발생한다.

## 같이 보기
- 아크 방전
- 전기 방전 가스
- 전계 전자 방출
- 광전 효과